# Macierz Harrisa
Macierz (lub diagram) Harrisa – wynaleziony w 1973 przez brytyjskiego archeologa Edwarda Cecila Harrisa sposób graficznej prezentacji stratyfikacji stanowiska archeologicznego. 
Harris, po ukończeniu studiów archeologicznych w Stanach Zjednoczonych i Anglii, brał udział w wykopaliskach archeologicznych na wielowarstwowych stanowiskach archeologicznych z okresu wczesnego średniowiecza w Bergen w Norwegii i w Winchester w Anglii. Tu zetknął się z problemem konieczności prezentacji graficznej skomplikowanych układów stratygraficznych, obejmujących niekiedy kilka tysięcy indywidualnych jednostek stratygraficznych. Wynaleziony przez niego sposób, niezwykle prosty i intuicyjny, używany jest przez wszystkich archeologów prowadzących wykopaliska stratygraficzne.
Każda jednostka stratygraficzna, zarówno warstwowa, jak i bezwarstwowa jest w macierzy Harrisa przedstawiana w postaci prostokąta, a relacje stratygraficzne pomiędzy jednostkami przedstawiane są za pomocą linii. 
W 1979 Harris opublikował książkę Principles of Archaeological Stratigraphy (Zasady stratygrafii archeologicznej), która przełożona została na pięć języków (w tym dwukrotnie wydana została po polsku). W książce tej przedstawił sposób tworzenia macierzy oraz usystematyzował całą dotychczasową wiedzę na temat stratygrafii stanowisk archeologicznych, wprowadzając np. pojęcie warstwowych i bezwarstwowych jednostek stratygraficznych. W późniejszym okresie Harris był inicjatorem zastosowania swojej „macierzy” także do graficznej prezentacji historii obiektów architektonicznych.
Opracowano kilka programów komputerowych (np. ArchEd), które automatycznie tworzą zbiorczą macierz Harrisa dla całego stanowiska archeologicznego na podstawie wycinkowych informacji dotyczących relacji pomiędzy poszczególnymi jednostkami jego stratygrafii.